# Apsilochorema unciferum
Apsilochorema unciferum är en nattsländeart som beskrevs av Schmid 1989. Apsilochorema unciferum ingår i släktet Apsilochorema och familjen Hydrobiosidae. Inga underarter finns listade i Catalogue of Life.